# Shō Inagaki
Shō Inagaki (稲垣 祥 Inagaki Shō?, Nerima, Tokio, 25 de diciembre de 1991) es un futbolista japonés que juega como centrocampista en el Nagoya Grampus de la J1 League.

## Trayectoria

### Clubes
| Club                | País  | Año       |
| ------------------- | ----- | --------- |
| Ventforet Kofu      | Japón | 2014-2016 |
| Sanfrecce Hiroshima | Japón | 2017-2019 |
| Nagoya Grampus      | Japón | 2020-     |

## Palmarés

### Títulos nacionales
| Título         | Club           | País  | Año  |
| -------------- | -------------- | ----- | ---- |
| Copa J. League | Nagoya Grampus | Japón | 2021 |
| Copa J. League | Nagoya Grampus | Japón | 2024 |

### Títulos internacionales
| Título                                | Equipo             | Sede          | Año  |
| ------------------------------------- | ------------------ | ------------- | ---- |
| Campeonato de Fútbol de Asia Oriental | Selección de Japón | Corea del Sur | 2025 |